# Тишанська
Тишанська (рос. Тишанская) — станиця у Нехаєвському районі Волгоградської області Російської Федерації.
Населення становить 358 осіб. Входить до складу муніципального утворення Тишанське сільське поселення.

## Історія
Станиця розташована у межах українського історичного та культурного регіону Жовтий Клин.
Згідно із законом від 14 лютого 2005 року № 1006-ОД органом місцевого самоврядування є Тишанське сільське поселення.

## Населення
| 2010 |
| ---- |
| 358  |